# Gimme
Gimme är en låt framförd av den cypriotiska musikgruppen One. Låten var Cyperns bidrag i Eurovision Song Contest 2002 i Tallinn i Estland. Låten är skriven av Giorgos Theofanous.
Bidraget framfördes i finalen den 25 maj och slutade där på sjätte plats med 85 poäng.